# Vigota

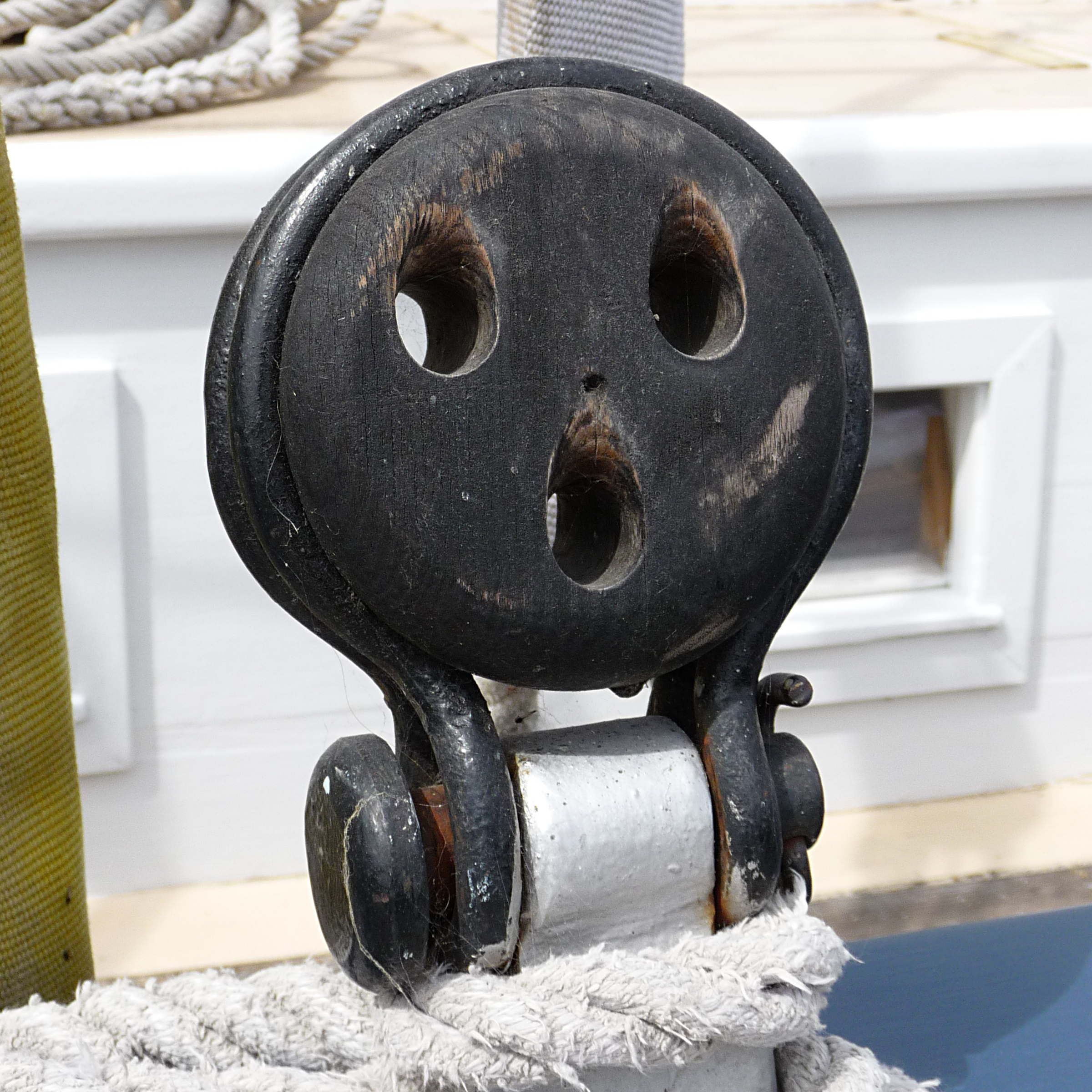
Vigota de tres agujeros sin cabo tensor.

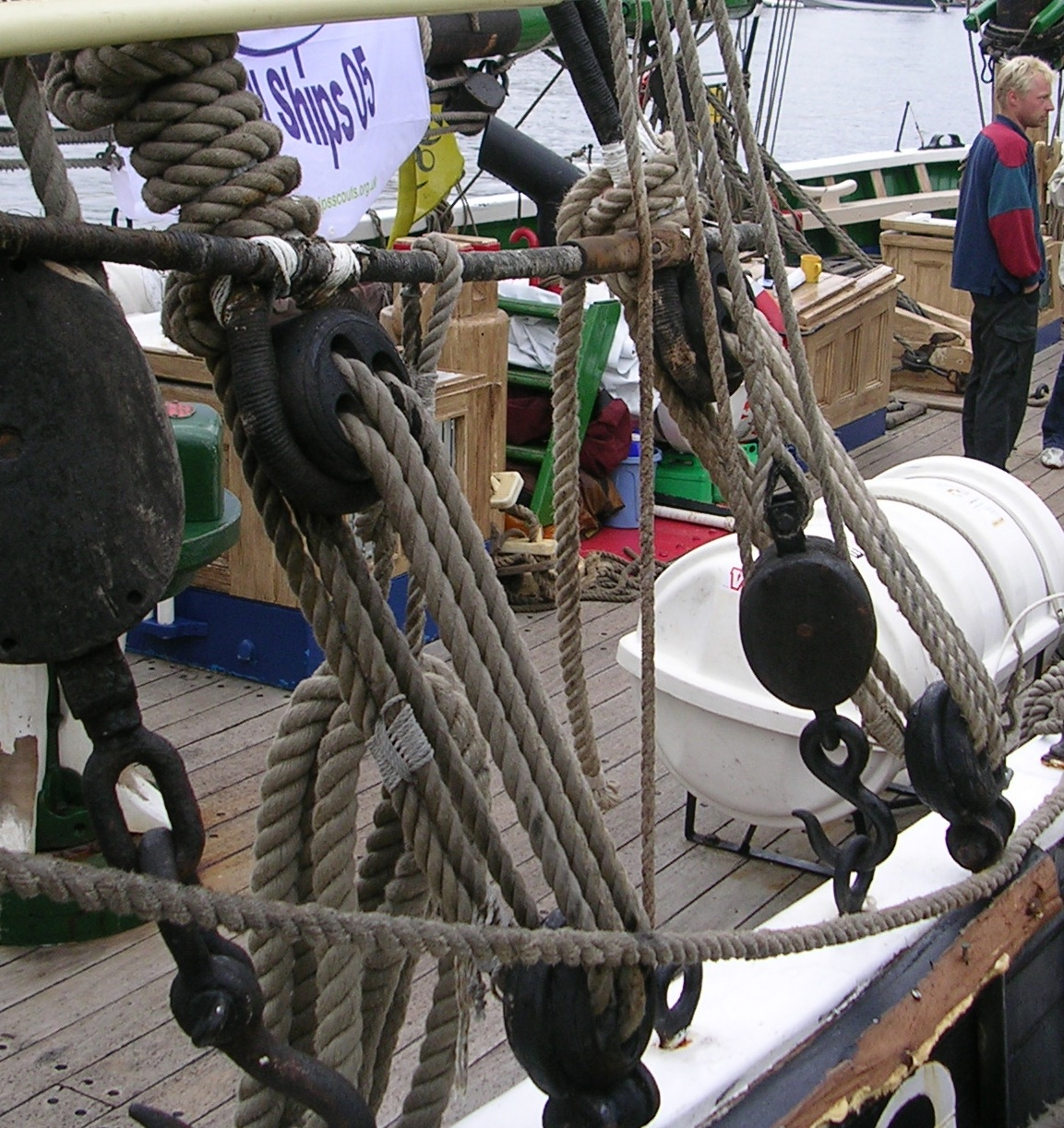
Dos tensores con dobles vigotas de tres agujeros usados en un ketch clásico.

En náutica, la vigota (motón ciego) es una especie de motón chato y redondo con tres agujeros por donde pasan los acolladores para tesar la jarcia firme de un barco. . 
A este fin, unos se hacen firmes en las mesas de guarnición y cofas por medio de sus zunchos y cadenas o planchuelas de hierro y otros en los extremos de los obenques con la gaza que de estos mismos se les ahorma. Las hay también de dos ojos y en general se distinguen en vigota herrada y vigota limpia o suelta según que tienen o no formada su gaza o zuncho de hierro. También se llama vigota de planchuela la que está sujeta por su gaza de hierro a una planchuela del mismo metal que hace las veces de cadena.
Hasta principios del siglo XX su uso era universal en todos los veleros de gran desplazamiento. En la actualidad se conserva en barcos de diseño clásico.

## Descripción
Generalmente es de madera y de forma aproximadamente plana y circular. Consta de tres o cuatro agujeros.
El sistema de tensado con vigotas consta de dos vigotas unidas por un trozo de cabo (llamado acollador) que pasa por todos los agujeros, alternando las dos vigotas. Los chicotes del cabo se atan a uno y otro lado del sistema (cadenotes y cable a tensar).
Desatando uno de los chicotes y cazando o soltando es posible ajustar la tensión del cable objeto de la maniobra (obenque, burda, ... etc).

## Principios físicos
Considerando un conjunto "tensor de vigotas" haciendo sus funciones (por ejemplo: con el velero navegando un tensor de barlovento), resulta que la fuerza de tensión que actúa sobre el cable y el cadenotes es - sin tener en cuenta el rozamiento-unas seis veces mayor que la que tiene que soportar lel cabo tensor.
Hay una multiplicación mecánica de la fuerza a cambio de mayor recorrido.
Del mismo modo, cuando se tensa el cabo, la fuerza en los extremos del tensor es unas seis veces mayor.

## Tendencias modernas
Con la jarcia firme formada por cables metálicos, los tensores son -generalmente- tensores de rosca. La difusión de "cables" de cordaje sintético, con fibras de alta resistencia y bajo alargamiento, hace que el sistema de vigotas vuelva a ser una opción interesante y práctica.

Especialmente con vigotas modernas de nuevos diseño y materiales modernos.